# Dilmun

Mapa Středního Orientu ve 3. tisíciletí před naším letopočtem

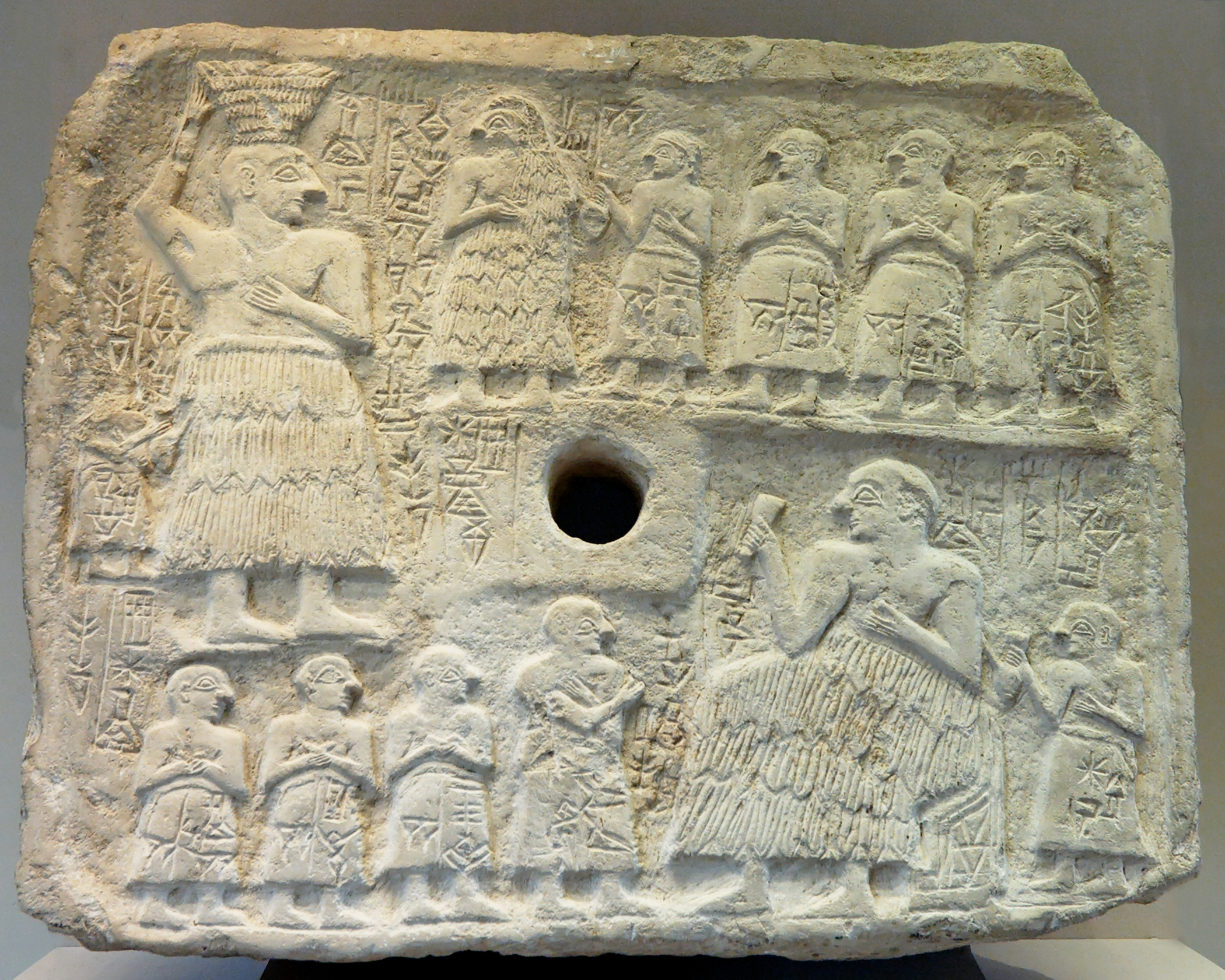
Reliéf z Ur-Nanše zmiňuje lodě vezoucí dřevo z Dilmunu, (Louvre)

Dilmun (též Telmun, sumersky , později 𒉌𒌇(𒆠), ni.tukki = DILMUNki; arabsky: دلمون) byla starověká východosemitsky mluvící civilizace ve východní Arábii, zmiňovaná od 3. tisíciletí př. n. l. Sídlila v Perském zálivu, na obchodní cestě mezi Mezopotámií a civilizací údolí Indu, blízko moře a artéských pramenů. Dilmun zahrnoval Bahrajn, Kuvajt a východní okraj Saúdské Arábie. Tato oblast je totožná se zmínkami o „Dilmunu“ mezi zeměmi dobytými králem Sargonem II. a jeho potomky. 
Je to také sumerské označení pro tajemnou zemi, kde se mohl člověk setkat s bohy. Sága o Enkim a Ninhursag (Matce Zemi), ji líčí jako existující ráj na zemi, kde predátoři nezabíjejí, není bolestí ani nemoci a lidé nestárnou.
Bahrajn v arabštině znamená „dvojí vody“, místo, kde se sladká voda arabské vodonosné vrstvy mísí se slanými vodami Perského zálivu. Příslib Enkiho Ninhursag, Matce Země, zní:
„Dilmun, zemi srdce mé paní, vytvořím dlouhé vodní cesty, řeky a kanály, jimiž bude proudit voda, aby uhasila žízeň všech bytostí a přinesla hojnost všemu živému".
Také sumerská bohyně vzduchu a jižního větru Ninlil, měla svůj domov v Dilmunu.
Spekuluje se také o tom, že  Gilgameš v Eposu o Gilgamešovi musel přejít přes horu Mashu, aby se dostal do Dilmunu, který bývá ztotožňován s celým Libanonem a Antilibanonským pohořím, přičemž tunel tvoří úzká mezera mezi těmito horami.
Někteří vědci sumerské znaky překládají jako Dil-Mun, což znamená „město života“. Většina oficiálních sumerologů předpokládá, že země ležela na východ od Sumeru. Tuto teorii zakládají na tom, že staří Sumerové tvrdili, že „Tilmun je tam, kde slunce vychází“.